# USS Canberra (CA-70)
USS Canberra (CA-70/CAG-2) – amerykański krążownik ciężki typu Baltimore, zwodowany w 1943 roku. Okręt miał początkowo nosić nazwę „Pittsburgh”, ale jeszcze przed wodowaniem zmieniono ją na „Canberra” – na cześć australijskiego krążownika HMAS „Canberra” zatopionego w czasie bitwy koło wyspy Savo. Był to jedyny okręt United States Navy nazwany na cześć okrętu floty innego państwa i noszący imię stolicy innego państwa.
15 czerwca 1956 roku ukończono przebudowę okrętu na krążownik rakietowy, jako drugi okręt tego rodzaju na świecie po bliźniaczym USS „Boston”. Pozostawiono dwie wieże z sześcioma działami 203 mm na dziobie, natomiast na rufie zamontowano dwie podwójne wyrzutnie pocisków przeciwlotniczych RIM-2 Terrier z zapasem 144 pocisków (72 na wyrzutnię) oraz dwa radary kierowania ogniem. Uzbrojenie przeciwlotnicze uzupełniało 10 dział 127 mm w pięciu wieżach i 8 dział 76 mm w czterech podwójnych stanowiskach. Okręt klasyfikowano jako eskortowiec floty (fleet escort) i otrzymał nową sygnaturę CAG-2. Ponieważ pociski stały się wkrótce przestarzałe, w maju 1968 roku okręt z powrotem przeklasyfikowano na krążownik ciężki, z powrotem do sygnatury CA. Używany był do ostrzeliwania brzegów podczas wojny wietnamskiej.
Został wycofany ze służby w 1970 roku, a skreślony z listy floty 31 lipca 1978 roku.